# Futótűz (The Walking Dead)

## Ismertető

### Halálozások
Amikor a járkálók megtámadták az atlantai tábort, Jim részt vett az ellenük folyó harcban, azonban a támadás során megharapták gyomortájon. Bár ezt egy darabig titokban tartotta, Jacqui észrevette. A csoport ugyan magával vitte, de később – kívánságára – egy fához ültették és otthagyták. További sorsa ismeretlen, de valószínű, hogy átváltozott járkálóvá.

### Érdekességek
Ebben az epizódban jelenik meg először Edwin Jenner és Vi, valamint ebben látható utoljára Jim és Amy (utóbbi járkálóként). A Morales család szintén ebben a részben látható utoljára mivel különválnak a csoporttól. További sorsuk ismeretlen.
Ez a rész tartalmazza először azt az információt, hogy mennyi idő (hat és fél hónap) telt el az apokalipszis kitörése óta.
Ez Ernest Dickerson első rendezése, és szintén első író munkája Glen Mazzarának a sorozaton belül.

## Szereposztás

### Főszereplők
- Andrew Lincoln... Rick Grimes
- Jon Bernthal... Shane Walsh
- Sarah Wayne Callies... Lori Grimes
- Laurie Holden... Andrea
- Jeffrey DeMunn... Dale Horvath
- Steven Yeun... Glenn Rhee
- Chandler Riggs... Carl Grimes

### További szereplők
- Norman Reedus... Daryl Dixon
- Emma Bell... Amy
- Andrew Rothenberg... Jim
- Juan Pareja... Morales
- Noah Emmerich... Edwin Jenner

### Vendégszereplők
- Melissa McBride... Carol Peletier
- Jeryl Prescott Sales... Jacqui
- IronE Singleton... T-Dog
- Adam Minarovich... Ed Peletier
- Madison Lintz... Sophia Peletier
- Maddie Lomax... Eliza Morales
- Viviana Chavez-Vega... Miranda Morales